# 1470.
1470. je osmo desetletje v 15. stoletju med letoma 1470 in 1479. 